# Falso amor
«Falso amor» es una canción interpretada por la cantante y compositora colombiana Naela. Fue lanzada el 6 de septiembre de 2012 en su canal oficial en YouTube y en medios, e incluida en el segundo álbum de estudio de la intérprete, Imparable, como primer sencillo de este.

## Lanzamiento
«Falso amor» fue lanzado el 6 de septiembre de 2012 en las redes sociales de Naela obteniendo críticas positivas de los medios. El 29 de octubre del mismo año, fue lanzado el vídeo musical en su canal de YouTube, y contó con la participación del actor Pedro Rendón. Fue dirigido por Pipe Orjuela y grabado en la ciudad de Bogotá.